# 魏大猷
魏大猷，字叔侯，号滋庵，原籍泉州府同安縣翔風里十三都爐前鄉（今廈門市翔安區新店鎮爐前村）。
魏大猷於1724年（雍正2年）奉旨接替陳倫炯，於台灣地區擔任台灣水師協副將。而隸屬台灣鎮之下的此官職是台灣清治時期中的這階段，全台灣的海防軍事層級最高武將，其統帥三營兵力，約數千名水師兵勇。